# Vesturbyggð

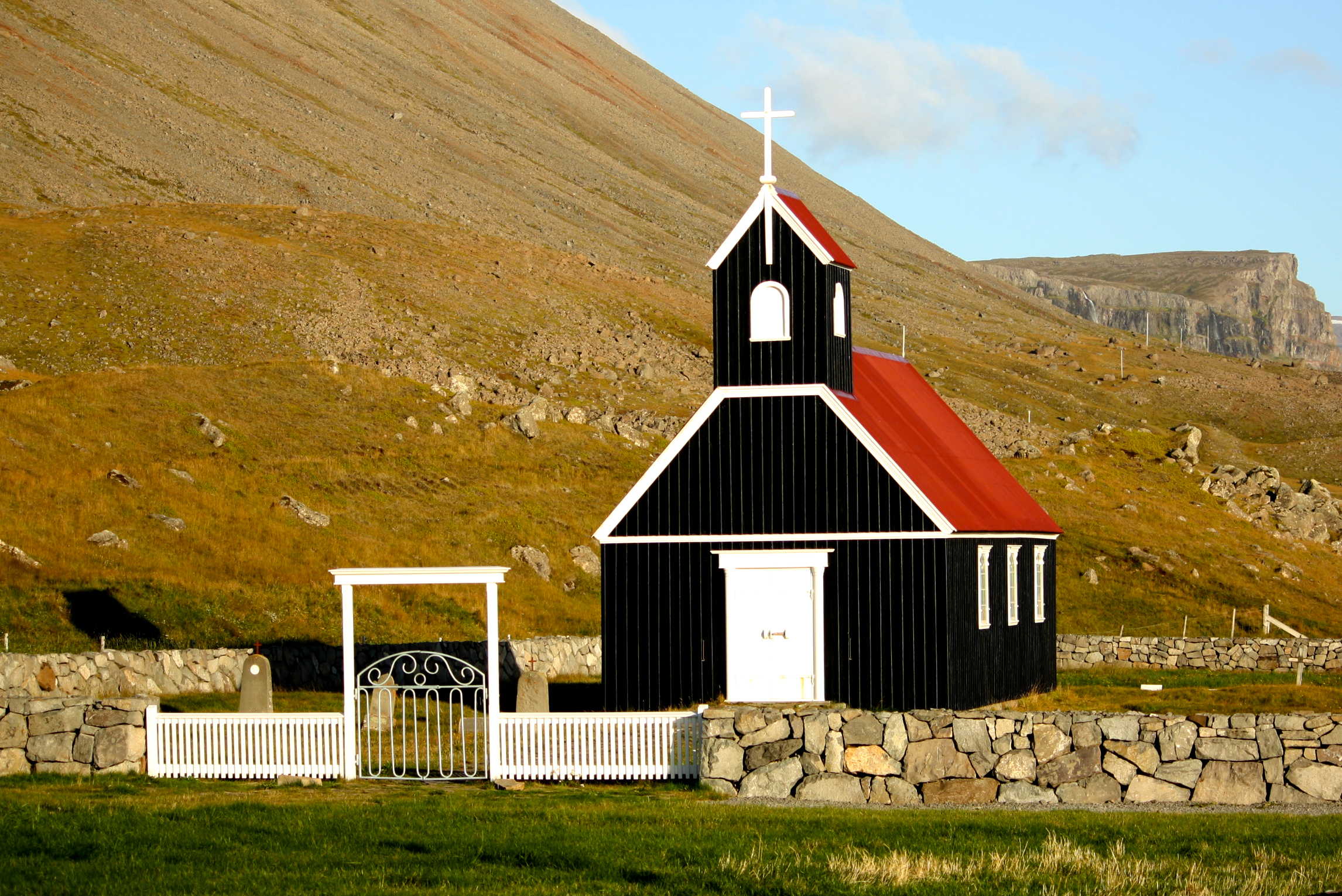
Saurbaejarkirkja á Rauðasandi

Vesturbyggð ist eine isländische Gemeinde in der Region Vestfirðir. Am 1. Januar 2023 hatte die Gemeinde 1182 Einwohner.

## Geschichte

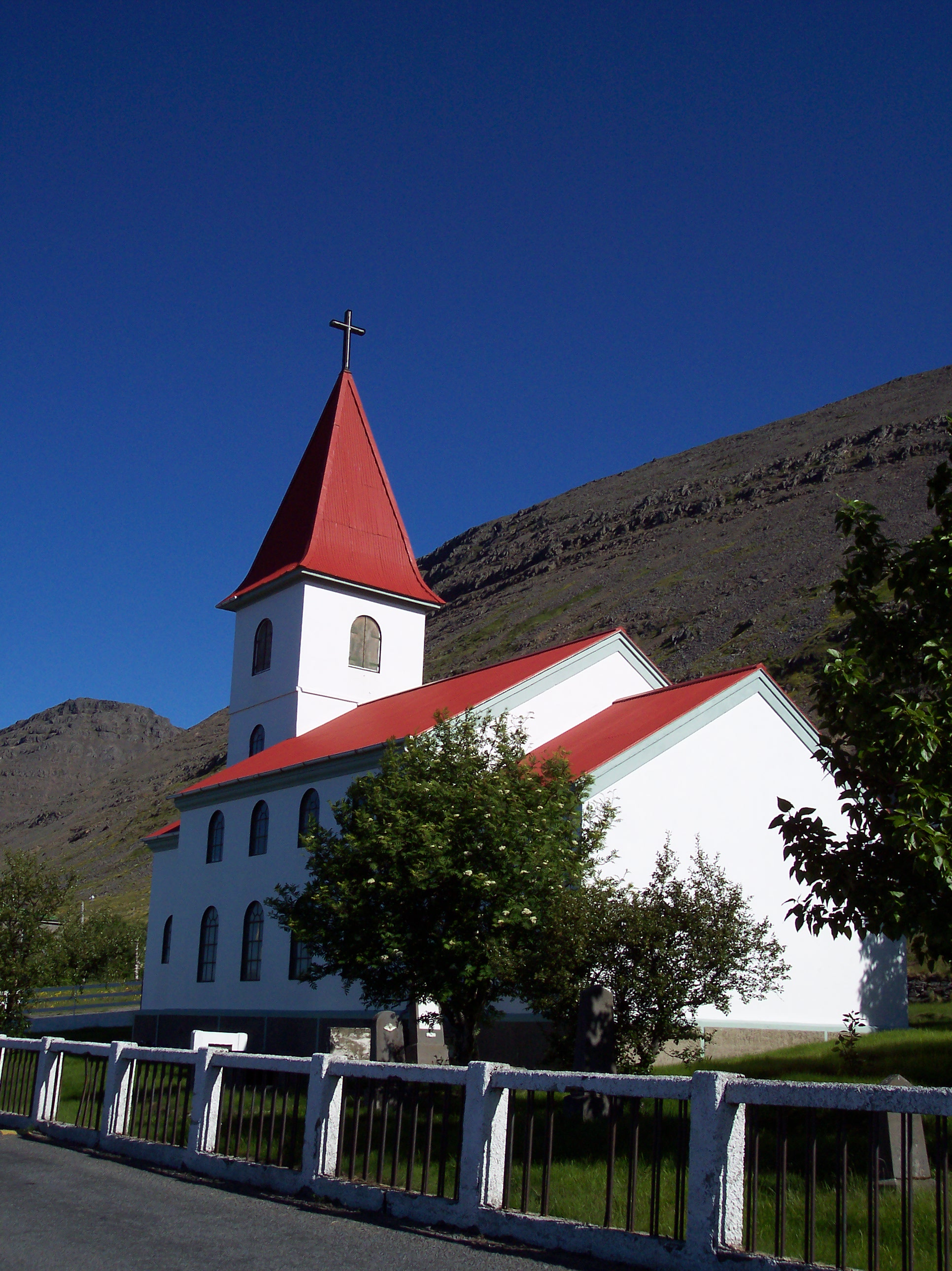
Patreksfjarðakkirkja

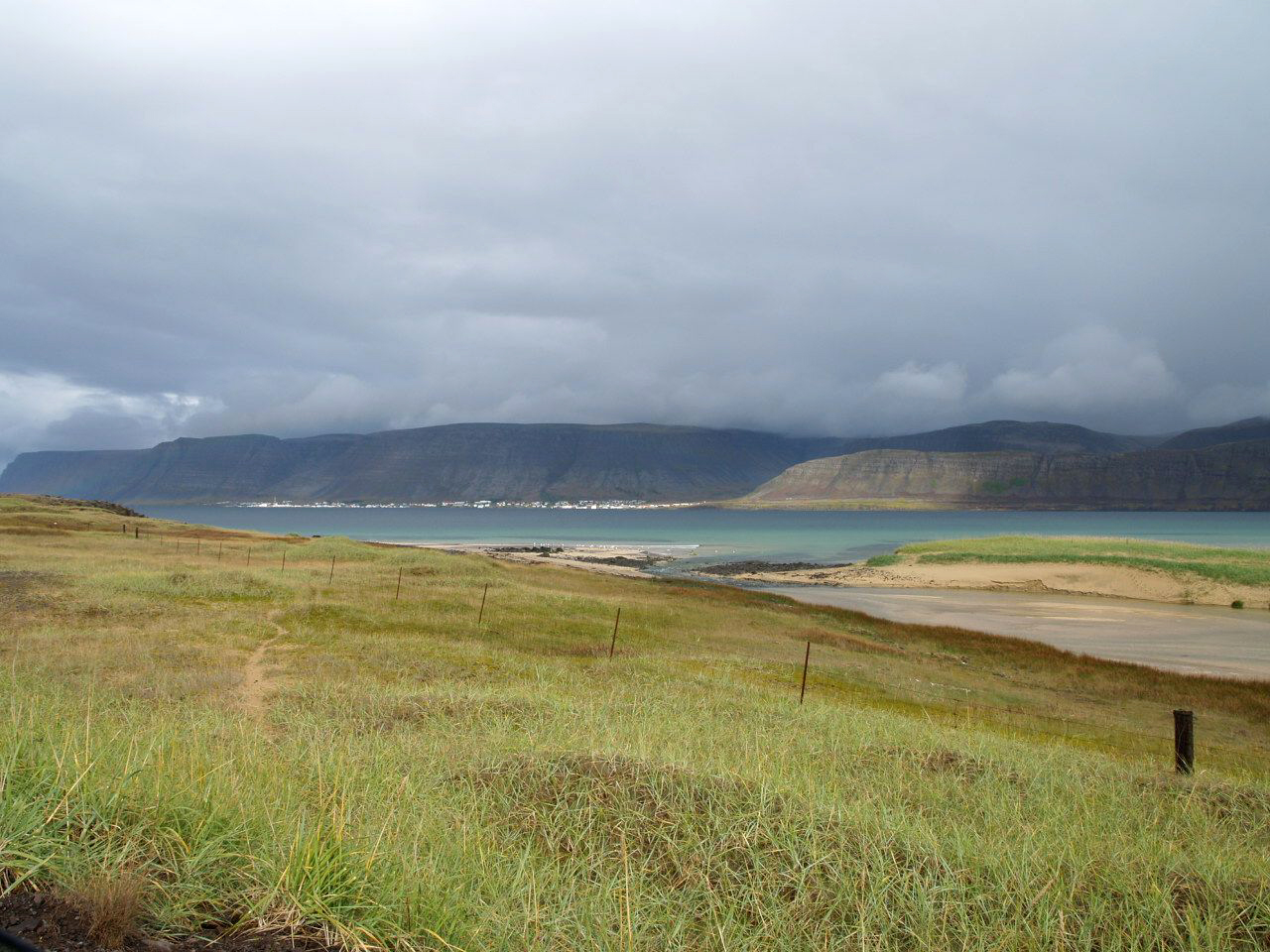
Blick auf Patreksfjörður, den größten Ort der Gemeinde

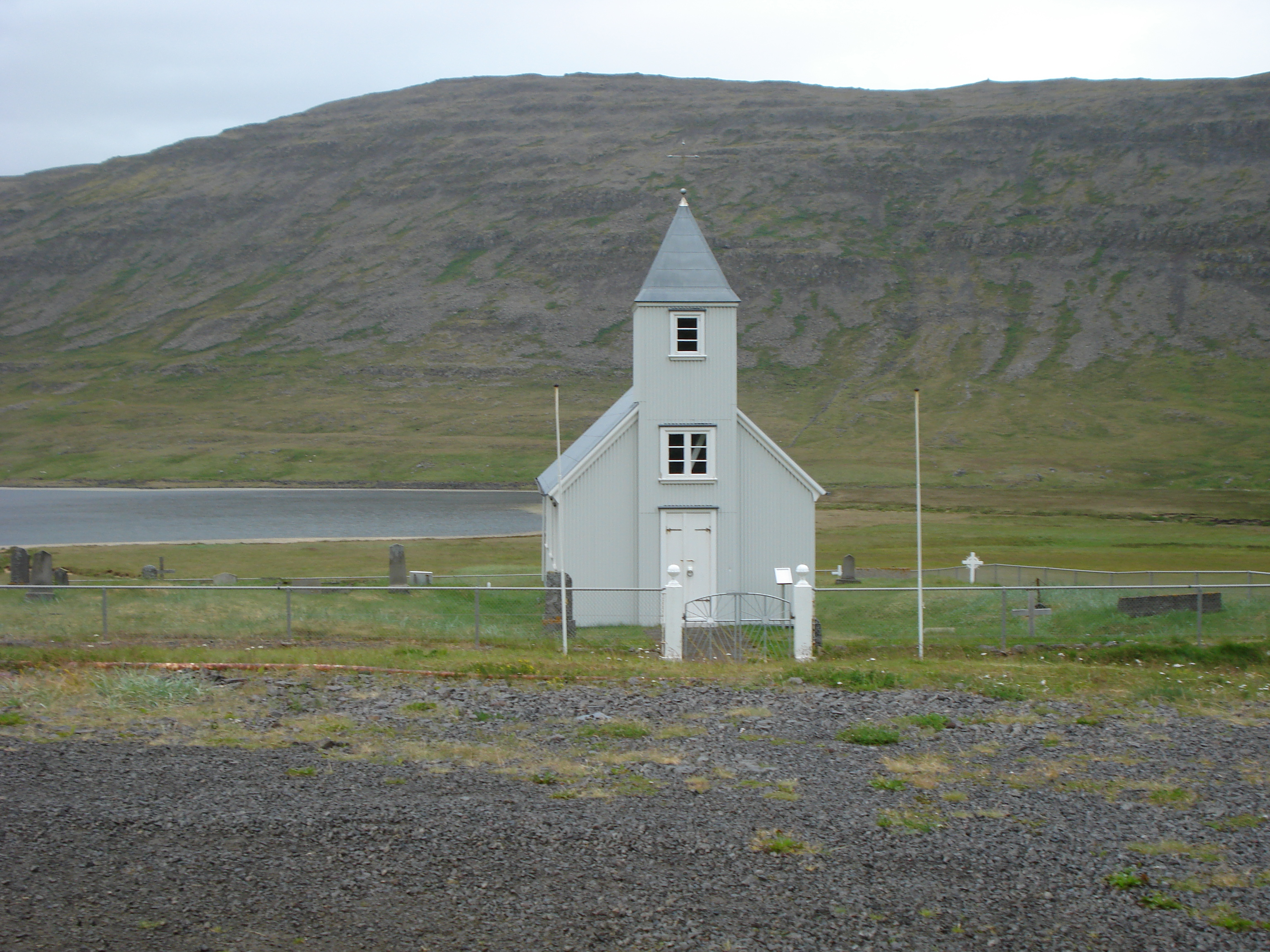
Sauðlauksdalskirkja

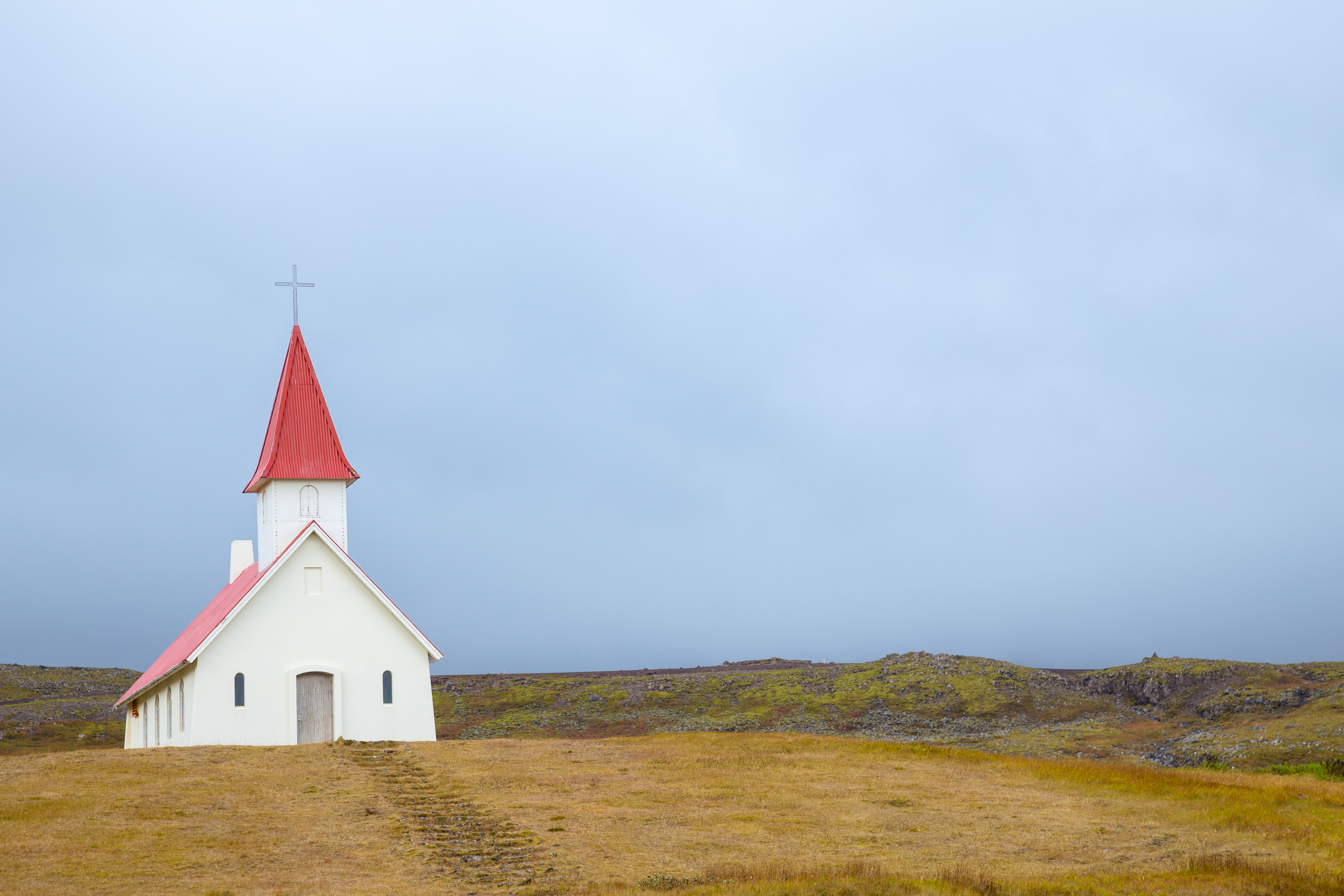
Kirche auf dem Hof Breiðuvík

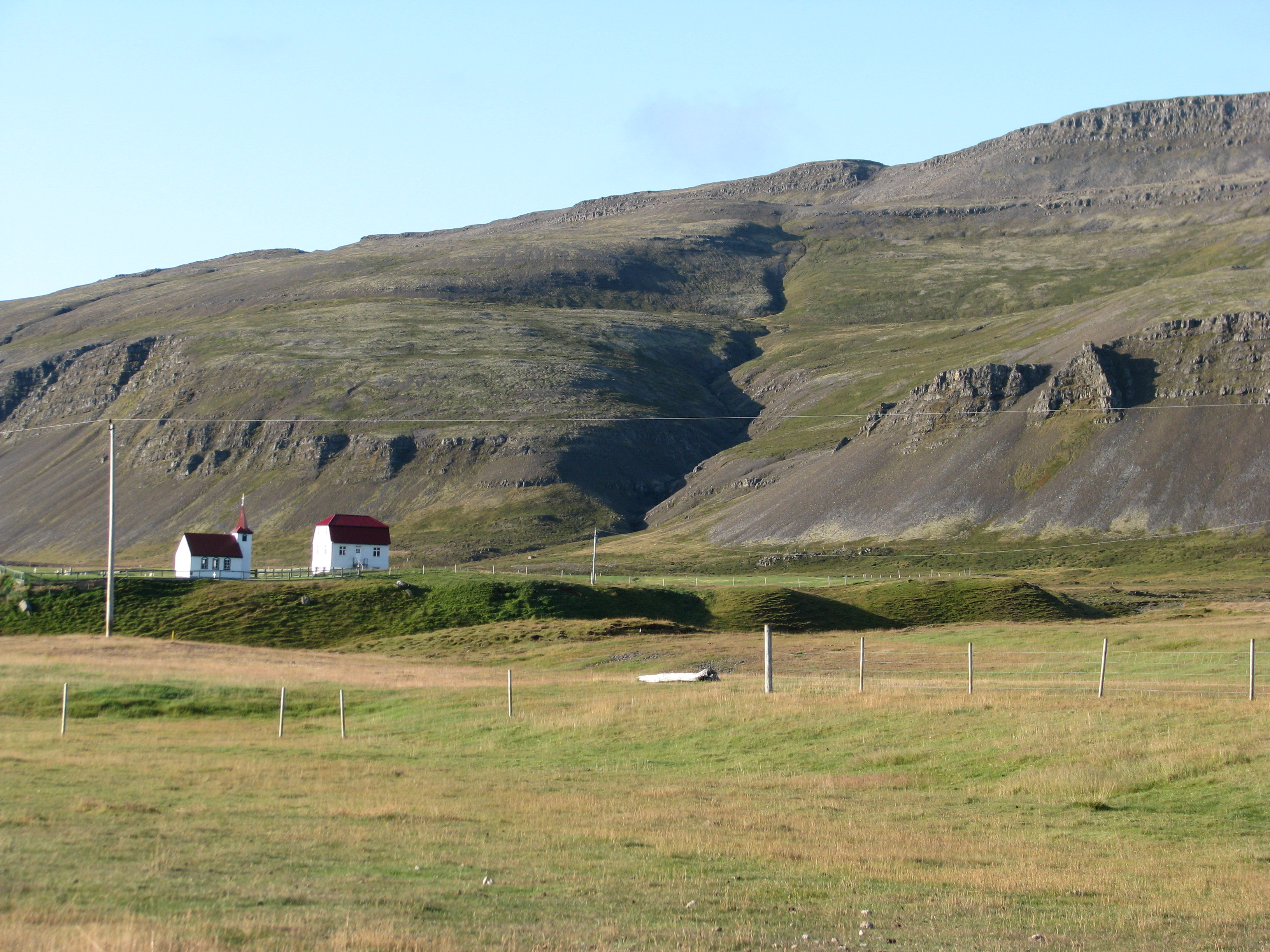
Kirche und Hof Brjánslaekur

Die Gemeinde entstand am 11. Juni 1994 durch den Zusammenschluss der vier Landgemeinden
- Barðaströnd (Barðastrandarhreppur),
- Rauðasandur (Rauðasandshreppur),
- Patrekshreppur und
- Bíldudalur (Bíldudalshreppur).

Der größte Ort ist Patreksfjörður mit 788 Einwohnern, in Bíldudalur leben 278 Personen. Zu Vesturbyggð gehört auch Krossholt, das mit Stand 2007 19 Einwohner hatte. Am 28. Oktober 2023 gab es eine Abstimmung über den Zusammenschluss mit der Gemeinde Tálknafjörður. In Vesturbyggð stimmten 52,48 % dafür, in Tálknafjörður waren es sogar 72,1 % der Einwohner. 
Der Zusammenschluss wurde am 19. Mai 2025 wirksam, während eine Fusion knapp 20 Jahre zuvor am 8. Oktober 2005 noch scheiterte.

## Bíldudalur
Etwa 15 km südlich von Patreksfjörður steht auf dem Hof Saurbaer die 1855–1859 erbaute Holzkirche Saurbaejarkirkja an dem Rauðasandur genannten Küstenabschnitt. Zur Unterscheidung von anderen Kirchen gleichen Namens ist sie auch unter dem Namen " Saurbæjarkirkja á Rauðasandi" bekannt. Die seit 1990 denkmalgeschützte Kirche, die 11,06 m lang und 5,49 m breit ist, stand ursprünglich in Reykhólar, wurde 1975 abgebaut und 1976–1982 am heutigen Standort wieder errichtet. Die vorherige Kirche von Saurbaer, 1870 erbaut, war bei einem Unwetter im Januar 1966 zerstört worden, und auf Anraten des Isländischen Nationalmuseums wurde die nach der Einweihung des neuen Kirchengebäudes in Reykhólar nicht mehr benötigte Holzkirche abgebaut und am 5. September 1982 nach dem Wiederaufbau am heutigen Standort in Saurbaer neu geweiht. In der Kirche hängt über dem Altar ein ungewöhnliches Triptychon aus dem 17. Jahrhundert. Es wurde gespendet von Guðrún Eggertsdóttir, der Frau des Kreisrichters (Sýslumaður) Björn Gíslason, und beide sind kniend am Kreuz Christi abgebildet.
Die Holzkirche Sauðlauksdalskirkja steht auf dem Hof Sauðlauksdalur im gleichnamigen Tal am Fjord Patreksfjörður. An dieser Stelle stand seit 1512 eine Kirche, die vor der Reformation der hl. Maria geweiht war, und einer der bedeutendsten Geistlichen, die hier lebten und wirkten, ist Björn Halldórsson, der als erster auf Island Kartoffeln anbaute. Die heutige Kirche wurde 1863 erbaut, und der Turm wurde 1901–1902 nachträglich errichtet. Von der Länge her misst die seit 1990 denkmalgeschützte Kirche 11,06 m und von der Breite her 5,32 m.
Am Patreksfjörður erhebt sich die denkmalgeschützte 1904–1907 erbaute Steinkirche Eyrarkirkja mit einem 1935 nachträglich angefügten, weithin sichtbaren Turm unter einem großen Spitzdach. Das Kirchenschiff weist eine Länge von 9,46 m und eine Breite von 8,94 m auf, doch wurde die Kirche später durch einen 3,60 langen und 7,94 breiten Chor sowie weitere Anbauten vergrößert. Die Kirche wird häufig auch Eyrarkirkja, Patreksfirði genannt, um Verwechselungen mit anderen gleichnamigen Kirchen, z. B. auf dem Hof Eyri in Súðavík, zu vermeiden.
Unweit des westlichsten Punktes Islands, Bjargtangar, liegt das Gehöft Breiðuvík mit einer weiteren sehenswerten Kirche (Breiðuvíkurkirkja), die 1960 erbaut wurde. Sie ist bekannt als die westlichste Kirche Islands, und damit ist sie auch die westlichste Kirche ganz Europas.
Der Hof Hagi liegt ca. 30 km südöstlich von Patreksfjörður an dem Küstenabschnitt Barðaströnd. Der Hof ist bekannt durch die Hagakirkja, einer 1897–1899 erbauten Holzkirche, deren Vorgängerbau von 1892 im Winter 1897 bei einem Sturm zerstört worden war. Der Wiederaufbau wurde unverzüglich in Angriff genommen, und am 12. November 1899 wurde die wieder errichtete Hagakirkja eingeweiht. In der Kirche sind mehrere Kunstwerke zu sehen. Auf dem Altartuch ist die Jahreszahl 1649 angebracht, die Kanzel mit Abbildungen der Evangelisten ist von 1745, und das Altargemälde mit einer Darstellung des Letzten Abendmahles wurde um 1900 von dem dänischen Maler Anker Lund geschaffen.
Im äußersten Südosten der Gemeinde liegt der Fährhafen Brjánslækur mit der 1908 erbauten Kirche Brjánslækjarkirkja, und hier stand bereits vor der Reformation eine Kirche, die dem heiligen Gregorius geweiht war. In ihr werden ein Kelch von 1804 und ein 1912 geschaffenes Altargemälde von dem isländischen Maler Þórarinn Benedikt Þorláksson aufbewahrt, das Christus mit einem Lamm darstellt.

## Einwohnerentwicklung
Der Bevölkerungsrückgang zwischen 1997 und 2006 betrug 25 %.
| Datum         | Einwohner |
| ------------- | --------- |
| 1. Dez. 1997: | 1248      |
| 1. Dez. 2003: | 1073      |
| 1. Dez. 2004: | 1020      |
| 1. Dez. 2005: | 0965      |
| 1. Dez. 2006: | 0937      |
| 1. Jan. 2012: | 0910      |
| 1. Jan. 2014: | 0949      |

## Persönlichkeiten
- Jón Ingi Guðmundsson (1909–1989), Wasserballspieler